# Indotipula melanodonta
Indotipula melanodonta är en tvåvingeart som först beskrevs av Alexander 1978.  Indotipula melanodonta ingår i släktet Indotipula och familjen storharkrankar. Inga underarter finns listade i Catalogue of Life.